# Băng đảng Vòng Tròn Lớn
Xem các nghĩa khác của từ "Vòng tròn lớn" tại Vòng tròn lớn (định hướng)
Vòng Tròn Lớn (tiếng Trung: 大圈幫 Đại Khuyên bang hay 大圈仔 Đại Khuyên tể) là một trong những tổ chức tội phạm lớn nhất của người Hoa có phạm vi hoạt động tại nhiều nước trên thế giới.